# 左修品
左修品（？—？），湖广衡阳人，清朝政治人物。例贡出身。
雍正九年署，擔任廣東廣州府永安縣知縣（現紫金縣知縣）。后由吳睿接任。